# Újperzsa nyelv
A perzsa nyelv (más néven: fárszi nyelv; perzsául: فارسی) az indoeurópai nyelvcsalád indoiráni ágán az iráni nyelvek csoportjába tartozik. Megkülönböztetünk óperzsa, középperzsa (pehlevi) és újperzsa nyelvet. A mai modern perzsa valamely középperzsa nyelvjárásból alakult ki, azonban a középperzsa-óperzsával való viszonya nem teljesen tisztázott. Az újperzsát Iránban (régebbi neve: Perzsia) közel 70 millióan beszélik. A 7. századi arab hódítást követő iszlamizáció következtében sok arab szó került a nyelvbe. Az újperzsa nyelv területileg elkülönült, részben önálló nyelvnek tekintett változatai vagy nyelvjárásai a cirill betűkkel írt tádzsik, illetve az Afganisztánban beszélt dari.
A perzsa nyelv az indoeurópai nyelvekhez hasonlóan flektáló, azaz hajlító nyelv, bár a képzőrendszer révén mutat némi agglutináló jelleget is.
Az afgán dari nyelvet erősen keverték olyan nyelvekkel, mint a mongol.

## Írás és kiejtés
A mai perzsa általában arab betűkkel, az arab ábécé egy némileg módosított változatát alkalmazva íródik (több betűvel, mint a klasszikus arab, és az ejtés is eltér). Mivel az arab ábécé a rövid magánhangzókat nem jelöli írásban, ezeket véglegesen a mondatbeli összefüggés határozza meg, ami a megértést megnehezíti. Vannak hangzók, melyeket többféle betű is jelölhet. Bár a kiejtésben a rövid-hosszú magánhangzók közötti különbség eltűnt, az írás még mindig ezt tükrözi.
A perzsának létezik latin betűs ábécéje is, amelyet a nemzetközi átírásban használnak. Ez a következő betűkből áll: a, â, b, c, d, e, f, g, h, i, j, k, l, m, n, o, p, q, r, s, š, t, u, v, x, y, z. A hat magánhangzó (a, â, e, i, o, u) közül az a rövid magyar á-nak, az â a magyar a-hoz közelítő nyílt o-nak felel meg (a klasszikus perzsában hosszú á volt), az e rövid zárt e, az i, o, u pedig ugyanúgy hangzik, mint a magyarban. A mássalhangzók közül a c magyar cs-nek felel meg, a j magyar dzs hangot jelöl, q leginkább a francia „raccsoló” r-hez hasonlítható, csak zöngétlen, az s ejtése magyar sz, a š hangértéke magyar s, míg az x erős magyar h-nak hangzik, mint a ch a Bach, pech szavakban; a többi mássalhangzót ugyanúgy ejtik, mint a magyarban. Ritkán előfordulnak a perzsában hosszú mássalhangzók is, amelyeket hosszan is ejtenek, mint a magyarban vagy az olaszban.
A hangsúly általában az utolsó szótagra esik, mint a franciában. A hangsúlytalan a hangot gyakran gyengébben (elmosódottan) ejtik.

## Nyelvtan

### Szerkezet
A szórend általában alany–tárgy–határozó(k)–állítmány, a kötetlen köznyelvben azonban teljesen szabad is lehet.

### Főnév
A mai perzsa nyelv a magyarhoz hasonlóan nem ismer nyelvtani nemet. A törökhöz hasonlóan csak határozatlan névelőt ismer. Alapállapotban a főnév határozott, tehát pl. a ketâb szó jelentése egyaránt 'könyv' és 'a könyv'. Határozatlanná tenni kétféleképpen lehet: ketâb-i vagy yek ketâb (köznyelvben a kettő kombinációja, a yek ketâb-i is előfordul).
A perzsa ötféle többes számot ismer, ebből három az arabból került át. A -hâ végződés eredetileg csak élettelen tárgyak többes száma volt, az élőlényeké -ân, de mára a -hâ gyakran használatos élőkre is. Az -in, illetve az -ât az arabból átkerült hímnemű, illetve nőnemű szavak többes száma. Ezeknél is előfordul, hogy helyette a -hâ vagy (csak élőknél) az -ân többes számot használják. Az ötödik fajta többes szám az ún. tört többes, olyan szavaké, amik arabból kerültek át az ottani, tört többes számukkal együtt.

### Melléknév
A melléknév mindig egyes számban van, kivéve, ha a mondat alanya, például „a fehér ruha”, de: „a fehérek bepiszkolódtak”. Sok melléknév határozóként is szerepelhet.
A melléknév lehet a mondat jelzői állítmánya, és szerepelhet jelzős szerkezetben. Ha jelző, nem egyeztetjük a jelzettel (kivéve pár arab átvétel), és a jelzett után áll (beszélt nyelvben előtte is állhat).
Fokozása: -tar és tarin, pl. bozorg: ’nagy’, bozorgtar: ’nagyobb’, bozorgtarin: ’legnagyobb’. A felsőfokú a többivel ellentétben megelőzi a jelzettet.
A perzsa egyik legfőbb jellegzetessége, hogy a jelzőt a főnévhez tapadó -e (ha a főnév magánhangzóra végződik, akkor -ye) képzővel kapcsolja (ez a modern indoeurópai nyelvekben meglévő birtokos elöljárószónak felel meg, például angol of, spanyol de). Példa: ab „víz”, garm „meleg” → ab-e garm „meleg víz” (szó szerint: „vize a melegnek”). Ennek az -e-nek a neve ezafe.
A tulajdont jelző névmásokat a személyes névmás fejezi ki (vö. „az én ruhám”).

### Személyes névmások
A perzsában, akárcsak a magyarban, a személyes névmás elhagyható. Általában egyforma az alanyesetben, tárgyesetben és birtokos esetben. Az egyes szám első személyben használt tárgyeseti man rā néha marā-ra rövidül a beszéd során.
| Személy | Egyes | Többes                                                                                |
| ------- | ----- | ------------------------------------------------------------------------------------- |
| 1.      | man   | mā                                                                                    |
| 2.      | to    | šomā                                                                                  |
| 3.      | u     | ānhā (csak nem emberek, de köznyelvben az is lehet) ishān (csak emberek, választékos) |

### Igék
A perzsa nyelv jellegzetessége, hogy az igéknek két tövük van: a múlt idejű, valamint a jelen idejű tő. A főnévi igenév végződése az -an, amely a múlt idejű tőhöz járul. Például a kardan „csinálni” ige múlt idejű töve kard-, jelen idejű töve kon-.
Az igeragozás megkülönböztet folyamatos, illetve befejezett aspektust, kijelentő módot, kötőmódot és felszólító módot. Jellegzetesség, hogy az ige bizonyos tulajdonságait (aspektus, mód) az eléje tett képzővel (prefixummal) módosíthatják. A klasszikus nyelvben a mi- képző a cselekvés folyamatosságát, míg a be- képző a befejezettséget jelentette, mára azonban az utóbbi a kötőmódot jelzi. A számos indoeurópai nyelvhez hasonlóan sok igeidőt segédigével képeznek. Az igék ragjai – a magyarhoz hasonlóan – minden esetben különbözőek, ezért a személyes névmások használata opcionális. További jellegzetessége, akárcsak a többi indoiráni nyelvben, hogy számos igei kifejezést főnév+segédige szerkezettel képeznek, azaz, míg más nyelvekben sokszor önálló igét használnak az adott cselekvés kifejezésére, a perzsában ezt körülírással fejezik ki. Például: goftogu „beszélgetés” és kardan „csinálni” → goftogu kardan „beszélgetni” („beszélgetést csinálni”).

#### Példa igeragozásra
- kardan, „csinálni” (jelen idejű tő: kon-, múlt idejű tő: kard-)
  - jelen idő: mikonam, mikoni, mikonad, mikonim, mikonid, mikonand.
  - múlt idő: kardam, kardi, kard, kardim, kardid, kardand.
- létige (jelent idejű tő: hast-, múlt idejű tő: bud-)
  - jelen idő: hastam, hasti, (h)ast/e, hastim, hastid, hastand.
  - múlt idő: budam, budi, bud, budim, budid, budand.

#### A tagadás
A tagadás az ige elé tett na-, a mi- képző előtt ne- („nem, ne”) szócskával történik. Példák:
- Didam-et. „Láttalak téged” / Na-didam-et. „Nem láttalak téged.”
- Farsi yad migirim. „Perzsául tanulunk.” / Farsi yad ne-migirim. „Nem tanulunk perzsául.”

## Nyelvi példák

### Példaszöveg
Idézet az Emberi Jogok Egyetemes Nyilatkozatából (kiejtés):

„Tamâm-e afrâd-e bašar âzâd be-donyâ miyâyand va az lehâz-e heisiyat-o hoquq bâham barâbarand. Hame dârâ-ye aql-o vejdân mibâšand va bâyad nesbat be-yekdigar bâ ruh-e barâbari raftâr konand.”

(„Minden emberi lény szabadon születik és egyenlő méltósága és joga van. Az emberek, ésszel és lelkiismerettel bírván, egymással szemben testvéri szellemben kell hogy viseltessenek.”)

### Példa társalgásra
- Salâm, dust-e man! – Szervusz, barátom!
- Salâm! Esm-e to ci e? – Szervusz! Mi a neved? (szó szerint: „név-nak/nek-te-mi-van”)
- Esm-e man Ahmad e. – A nevem Ahmad (szó szerint: „név-nak/nek-én-Ahmad-van”).
- Esm-e man Marta'st – A nevem Márta (ha a név magánhangzóra végződik, az ast alak használatos, amely összevonódik vele).
- Ci mikonid? – Mit csináltok?
- Mâ bâ ham be farsi goftogu mikonim – Perzsául beszélgetünk egymással (szó szerint: „mi-val/vel-egymás-ban/ben-perzsa-beszélgetés-csinálunk”).

### Számok
A számok perzsául 1-től 10-ig: 1 yek, 2 do, 3 se, 4 câr, 5 panj, 6 šiš, 7 haft, 8 hašt, 9 noh, 10 dah.
A számok után a főnevet nem tesszük többes számba, ahogy a magyarban sem, ellentétben a legtöbb indoeurópai nyelvvel. A yek egyben határozatlan névelő is, mint a magyarban.

## Ismertebb előadók ezen a nyelven
- Arash (Âraš)
- Cameron Cartio
- Googoosh